# Pierre Victoria
Pierre Victoria, né le 22 août 1954 à Carhaix (Finistère), est un homme politique français.

## Biographie
Directeur de cabinet du maire de Lorient de 1982 à 1986, puis collaborateur du maire de Rennes, Edmond Hervé (1986-1989), Pierre Victoria est élu comme suppléant de Jean-Yves Le Drian lors des élections législatives de 1988, il fait son entrée à l'Assemblée nationale le 18 mai 1991 comme député de la cinquième circonscription du Morbihan, à la suite de la nomination au gouvernement d'Édith Cresson de Le Drian. Il exerce son mandat de député jusqu'à la fin de la IXe législature. 
Il est élu en mars 2022 président de la Plateforme RSE, dont il est membre au titre du Comité 21.
Il est vice-président du Comité 21 et de la Fabrique écologique

## Publications
Voici la liste des publications :
- Coordonnateur de l’ouvrage "L’accès à l’eau et à l’énergie : de la vision à l’action" (Editions Lavoisier, 2005).
- Coauteur de l’ouvrage "La gouvernance démocratique : un nouveau paradigme pour le développement" (Editions Karthala, 2008).
- Auteur de la note[3] sur la politique européenne de l'eau pour la fondation Terra Nova, think tank de centre gauche le (7 juin 2009).
- Coauteur de "l'entreprise contre la pauvreté" (Editions Jean Jaurès, 2011)
- Coauteur  de "entreprises et territoires: vers une nouvelle alliance? "(Editions de l'aube 2021)
- Coauteur de la note "la gouvernance de l'entreprise de demain sera partagée! " ( Fondation Jean Jaurès 2022)

## Mandats
- 1989 à 2001 : élu municipal de Lorient, adjoint aux affaires économiques et à l'enseignement supérieur
- 1991 à 1993 : député de la cinquième circonscription du Morbihan
- 1992 à 2004 : conseiller régional de Bretagne